# Dorothee Wilms

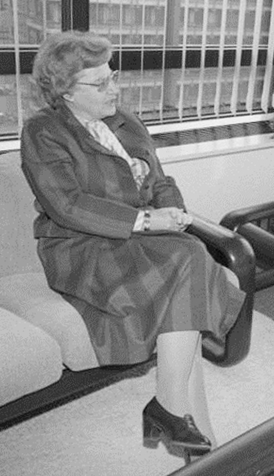
Dorothee Wilms (1986)

Dorothee Margarethe Elisabeth Wilms (* 11. Oktober 1929 in Grevenbroich) ist eine deutsche Politikerin (CDU).
Sie war von 1982 bis 1987 Bundesministerin für Bildung und Wissenschaft und von 1987 bis 1991 die letzte Bundesministerin für innerdeutsche Beziehungen.

## Familie, Ausbildung und Beruf
Wilms wurde 1929 als einziges Kind von Lorenz Wilms, der von 1924 bis 1945 Bürgermeister der Stadt Grevenbroich war, und Lieselotte Wilms, geb. Schiedges, geboren. Sie besuchte das heutige Erasmus-Gymnasium in Grevenbroich, wo sie 1950 als einziges Mädchen ihres Jahrganges das Abitur ablegte. Anschließend begann Wilms ein Studium der Volkswirtschaftslehre, Sozialpolitik und Soziologie in Köln, wo sie unter anderem Schülerin von Alfred Müller-Armack war. 1954 schloss sie das Studium als Diplom-Volkswirtin ab und wurde 1956 mit der Arbeit Das makro- oder mikroökonomische Verfahren in der Nationalökonomie zum Dr. rer. pol. promoviert. Von 1953 bis 1973 war sie als wissenschaftliche Mitarbeiterin für Jugendfragen und Berufsbildung beim Institut der Deutschen Wirtschaft in Köln beschäftigt. Von 1977 bis 1982 leitete sie hier die Forschungsstelle für bildungs- und gesellschaftspolitische Entwicklung. 
2001 errichtete sie die Dorothee-Wilms-Stiftung, die im Bereich der Geisteswissenschaften, vorwiegend Literatur- und Geschichtswissenschaften sowie Kunst- und Kulturwissenschaften fördernd tätig ist.
Heute lebt Dorothee Wilms in Bonn.

## Partei
Seit 1961 ist Dorothee Wilms Mitglied der CDU. Von 1974 bis 1976 war sie stellvertretende Bundesgeschäftsführerin der CDU. 1986 wurde sie in den Landesvorstand der CDU Nordrhein-Westfalen gewählt. Ferner war sie ehrenamtlich bis 2005 ca. 25 Jahre lang Mitglied des Vorstandes der Konrad-Adenauer-Stiftung, der sie heute noch angehört und die sie nach der Wahl Bernhard Vogels zum Ministerpräsidenten von Thüringen 1992 kommissarisch leitete.

## Abgeordnete
Dem Rat ihrer Heimatstadt Grevenbroich gehörte Wilms von 1967 bis 1973 an. Von 1976 bis 1994 war sie Mitglied des Deutschen Bundestages. Hier war sie von 1980 bis 1982 Parlamentarische Geschäftsführerin der CDU/CSU-Bundestagsfraktion und nach ihrer Zeit als Ministerin Obfrau in der Enquete-Kommission Aufarbeitung von Geschichte und Folgen der SED-Diktatur in Deutschland.

## Öffentliche Ämter
Nach dem Misstrauensvotum und dem damit verbundenen Regierungswechsel wurde Wilms am 4. Oktober 1982 als Bundesministerin für Bildung und Wissenschaft in das Kabinett von Bundeskanzler Helmut Kohl berufen. Nach der Bundestagswahl 1987 übernahm sie dann ab dem 12. März 1987 das Bundesministerium für innerdeutsche Beziehungen. Nach der deutschen Wiedervereinigung wurde dieses Ministerium aufgelöst, sodass sie am 18. Januar 1991 aus der Bundesregierung ausschied. Von 1992 bis 2011 war sie ehrenamtlich Kuratoriumsvorsitzende der öffentlich-rechtlichen Stiftung Bundeskanzler-Adenauer-Haus in Bad Honnef-Rhöndorf sowie von 2000 bis 2004 Vorsitzende der Vereinigung der Ehemaligen Abgeordneten des Deutschen Bundestages und des Europäischen Parlaments.
Sie ist Mitglied der Kommission für Zeitgeschichte und des Zentralkomitee der deutschen Katholiken.

## Auszeichnungen
- 1985: Großes Bundesverdienstkreuz
- 1986: Verdienstorden der Italienischen Republik
- 1989: Großes Bundesverdienstkreuz mit Stern
- 2018: Verdienstorden des Landes Nordrhein-Westfalen[5]

## Kabinette
- Kabinett Kohl I – Kabinett Kohl II – Kabinett Kohl III